# خط طول 107° غرب
خط طول 107° غرب هو أحد خطوط الطول الجغرافية، والتي تمتد من القطب الشمالي الجغرافي إلى القطب الجنوبي الجغرافي، وحسب التحويل الزمني يتأخر خط طول 107° غرب عن خط غرينتش بـ7 ساعات و8 دقائق.

## من القطب إلى القطب
ينطلق خط طول 107° غرب من القطب الشمالي نحو القطب الجنوبي مرورا بالمناطق التي ترد في الجدول التالي:
| الإحداثيات                           | البلد أو الإقليم أو البحر | ملاحظات |
| ------------------------------------ | ------------------------- | --- |
| 90°0′N 107°0′W / 90.000°N 107.000°W  | المحيط المتجمد الشمالي    | |
| 77°45′N 107°0′W / 77.750°N 107.000°W | Byam Martin Channel       | |
| 75°54′N 107°0′W / 75.900°N 107.000°W | كندا                      | نونافوت — جزيرة ميلفيل |
| 74°55′N 107°0′W / 74.917°N 107.000°W | Parry Channel             | شعبة فيكونت ملفيل ساوند [لغات أخرى]‏ — مرورا بغرب Stefansson Island, نونافوت, كندا (في 73°29′N 106°59′W / 73.483°N 106.983°W)                                  |
| 73°18′N 107°0′W / 73.300°N 107.000°W | كندا                      | نونافوت — جزيرة فيكتوريا (كندا) |
| 69°12′N 107°0′W / 69.200°N 107.000°W | Dease Strait              | |
| 68°46′N 107°0′W / 68.767°N 107.000°W | كندا                      | نونافوت الأقاليم الشمالية الغربية — من 64°38′N 107°0′W / 64.633°N 107.000°W ساسكاتشوان — من 60°0′N 107°0′W / 60.000°N 107.000°W                               |
| 49°0′N 107°0′W / 49.000°N 107.000°W  | الولايات المتحدة          | مونتانا وايومنغ — من 45°0′N 107°0′W / 45.000°N 107.000°W كولورادو — من 41°0′N 107°0′W / 41.000°N 107.000°W نيومكسيكو — من 37°0′N 107°0′W / 37.000°N 107.000°W |
| 31°47′N 107°0′W / 31.783°N 107.000°W | المكسيك                   | ولاية شيواوا ولاية دورانغو — من 25°38′N 107°0′W / 25.633°N 107.000°W ولاية سينالوا — من 24°56′N 107°0′W / 24.933°N 107.000°W                                  |
| 23°56′N 107°0′W / 23.933°N 107.000°W | المحيط الهادئ             | |
| 60°0′S 107°0′W / 60.000°S 107.000°W  | المحيط الجنوبي            | |
| 74°47′S 107°0′W / 74.783°S 107.000°W | القارة القطبية الجنوبية   | المطالب الإقليمية بالقارة القطبية الجنوبية |